# Ulica Karłuszowiec w Tarnowskich Górach
Ulica Karłuszowiec w Tarnowskich Górach – główna ulica tarnogórskiego Karłuszowca, znajdująca się w dzielnicy Śródmieście-Centrum.
Nazwa ulicy jest tożsama z dawnym folwarkiem i obszarem dworskim Karłuszowiec (niem. Carlshof lub Karlshof), którego nazwa pochodzi od imienia hrabiego Karola Józefa Erdmanna Henckel von Donnersmarck.

## Położenie
Ulica Karłuszowiec administracyjnie leży w środkowo-wschodniej części dzielnicy Śródmieście–Centrum w pobliżu linii Górnośląskich Kolei Wąskotorowych, stanowiącej granicę Śródmieścia-Centrum z Osadą Jana. Rozpoczyna się od skrzyżowania z ulicą Legionów, następnie biegnie południkowo w kierunku południowym aż do skrzyżowania z ulicą Lipową.

## Historia
Ulica Karłuszowiec przebiega przez środek dawnego folwarku Karłuszowiec, który od 1745 wchodził w skład zarządu dóbr hrabiów Henckel von Donnersmarck, a jeszcze wcześniej – tzw. majątku Cucherowskiego. W 1863 ulokowano tu przeniesiony z Siemianowic zarząd dóbr bytomsko-siemianowickiej linii Donnersmarcków. Teren Karłuszowca dopiero w 1924 został przyłączony do Tarnowskich Gór.
Ulica Karłuszowiec do 2 lipca 2003 miała status drogi gminnej, który został jej odebrany uchwałą Rady Miejskiej nr XII/115/2003, w wyniku czego ulica ta stała się własnością Skarbu Państwa reprezentowanego przez powiat tarnogórski.

## Zabytki
Przy ulicy Karłuszowiec nie znajduje się żaden budynek, ani inny obiekt wpisany do rejestru zabytków lub gminnej ewidencji zabytków. Jednak w bezpośrednim sąsiedztwie tej ulicy znajdują się dwa budynki wpisane do gminnej ewidencji zabytków:
- willa z ok. 1890 znajdująca się na rogu ul. Karłuszowiec i ul. Legionów, dawny dom mieszkalny urzędników zarządu dóbr hrabiego Donnersmarcka[5] – administracyjnie ul. Legionów 37,
- budynki mieszkalne wielorodzinne, również z ok. 1890, znajdujące się na rogu ul. Karłuszowiec i ul. Lipowej – administracyjnie ul. Lipowa 5 i 5a.

## Inne obiekty

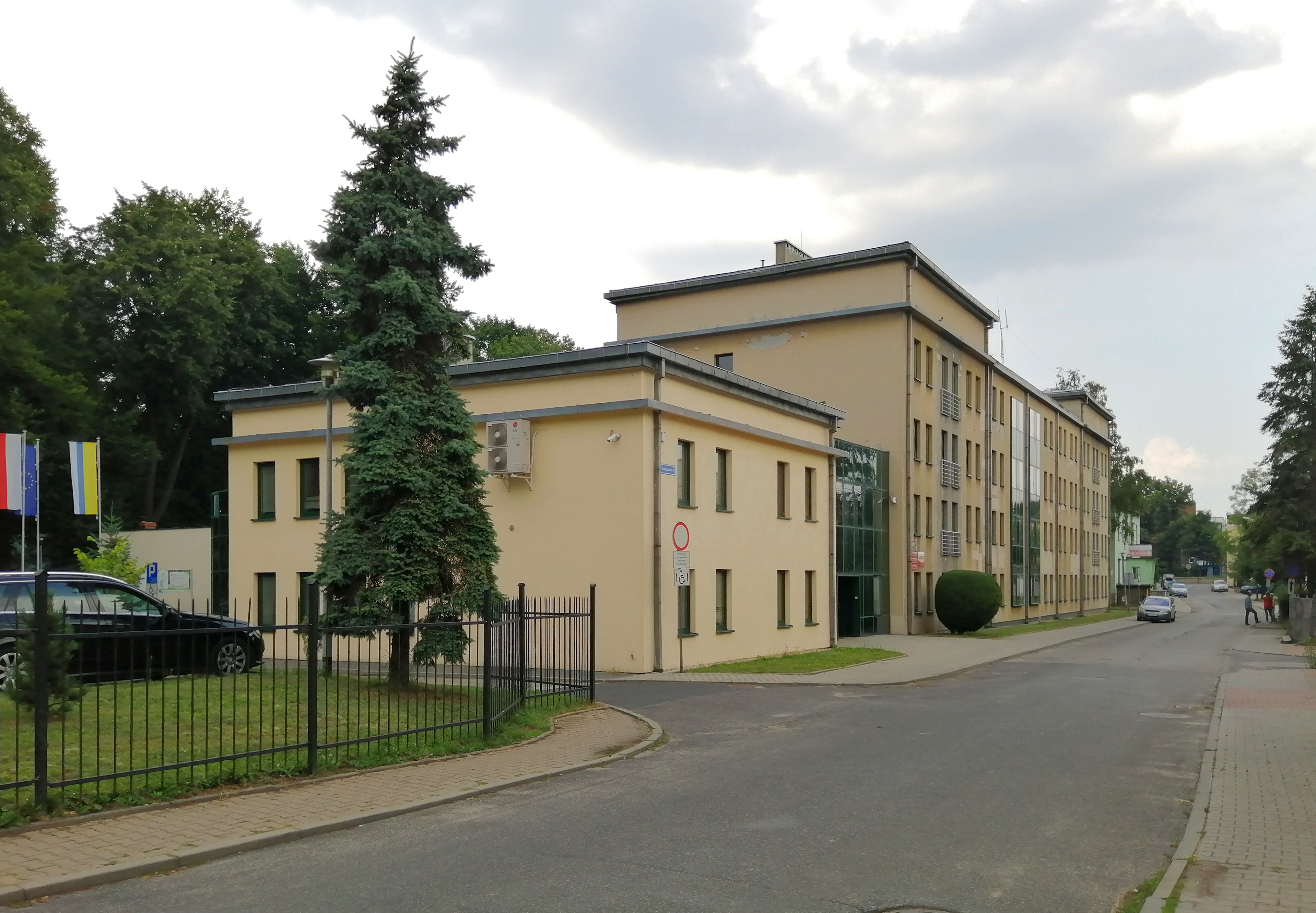
Budynek starostwa powiatowego przy ul. Karłuszowiec 5 oraz widok ulicy w kierunku północnym

Przy ulicy Karłuszowiec znajdują się m.in.:
- Starostwo Powiatowe w Tarnowskich Górach – ul. Karłuszowiec 5[6],
- Filia Instytutu Studiów Podyplomowych Wyższej Szkoły Nauk Pedagogicznych – ul. Karłuszowiec 9[7],
- TO TU Tarnogórski Ośrodek Terapii Uzależnień, Profilaktyki i Pomocy Psychologicznej – ul. Karłuszowiec 11[8],
- budynek należący do zasobów Międzygminnego Towarzystwa Budownictwa Społecznego (MTBS) Sp. z o.o. – ul. Karłuszowiec 12[9].

## Komunikacja
Ulica Karłuszowiec jest jedną z najkrótszych dróg powiatowych znajdujących się na terenie Tarnowskich Gór. Mierzy 226 metrów, ma oznaczenie 3300S i jest drogą klasy L. Stanowi przede wszystkim drogę dojazdową do znajdującej się przy niej siedziby starostwa powiatowego oraz ROD „Szczęść Boże”.

## Mieszkalnictwo
Według danych Urzędu Stanu Cywilnego na dzień 31 grudnia 2022 roku przy ulicy Karłuszowiec zameldowanych na pobyt stały było 70 osób.